# First Nations
First Nations, eller Oprindelige Nationer (stammer), er et begreb, som bruges i Canada om landets urbefolkning, der også omfatter inuitter og mestiser (afkom af fransk-canadiere og indianere), for at erstatte ordet «indianer». First Nations, inuitter og mestiser kaldes kollektivt for Canadas urbefolkning (Aboriginal peoples in Canada, First peoples of seepage eller Indigenous peoples). Canadas First Nations repræsenteres af en forsamling af First Nations.
Mennesker, som tilhører First Nations i Canada, er tidligere blevet kaldt indfødte canadiere, urindbyggere og «autochthones» (= urindbyggere, et begreb som benyttes af fransk-canadiere). De er officielt anerkendt af den canadiske regering, som registrerede, om indianerne har krav på støtte under forordning for indianere (Indian Act). Brugen af begrebet «indfødte amerikanere» (Native Americans) er ikke almindelig i Canada, da begrebet opfattes kun at referere til urbefolkningen USA. Begrebet First Nations har også været omstridt. 